# Aeroilis (álbum)
Aeroilis é o álbum de estreia da banda de rock homônima, lançado em junho de 2004 de forma independente, e meses depois relançada pela gravadora Bompastor, com mais duas faixas. A obra tem influências do rock alternativo e do post-britpop, com canções reflexivas escritas e arranjados pelo baterista Arvid Auras com o vocalista Raphael Campos. O disco recebeu avaliações positivas da crítica especializada.
A faixa "O Tempo" foi a de maior notoriedade de Aeroilis, e anos depois a obra foi disponibilizada para download gratuito em seu site oficial.
Com os anos, Aeroilis figurou em várias listas especializadas de melhores álbuns. A obra foi eleita o 7º melhor disco da década de 2000, de acordo com lista publicada pelo Super Gospel. Em 2015, foi considerado, por vários historiadores, músicos e jornalistas, como o 83º maior álbum da música cristã brasileira, em uma publicação.
| Críticas profissionais | Críticas profissionais |
| Avaliações da crítica  | Avaliações da crítica  |
| Fonte                  | Avaliação              |
| ---------------------- | ---------------------- |
| Super Gospel           | (favorável)            |
| Universo Musical       | (favorável)            |
| Casa Gospel            | (favorável)            |
| O Propagador           | [ 10 ]                 |

## Faixas
1. "Onde Encontrei Tudo"
2. "Silêncio"
3. "Posso ver"
4. "O tempo"
5. "Em Suas mãos"
6. "Coragem"
7. "Sei que passou"
8. "Preso"
9. "Os Teus Olhos"
10. "Eu Acreditei"
11. "Sigo Em Paz"
12. "Ter Fé"
13. "Em Meio ao Frio e a Dor"

## Ficha técnica
Banda
- Raphael Campos - vocais, guitarra, teclado, produção musical e arranjos
- Arvid Auras - bateria
- Fernando Porto - guitarra
- Eduardo Galvani - baixo e projeto gráfico

Equipe técnica
- Alexei "Xei" Leão - masterização